# Surinaams-Trinidadiaanse betrekkingen
Surinaams-Trinidadiaanse betrekkingen verwijzen naar de huidige en historische betrekkingen tussen Suriname en Trinidad en Tobago. Beide landen zijn lid van de Caricom en de Organisatie van Amerikaanse Staten.

## Geschiedenis
Beide landen hebben als overeenkomst dat ze een grote bevolkingsgroep hebben met een Indiase afkomst. In beide gevallen werden de voorouders gecontracteerd in Brits-Indië om de arbeidskrapte op te vangen als gevolg van de afschaffing van de slavernij.
In 2017 had premier Keith Rowley een ontmoeting met de Surinaamse regering om economische en energiesamenwerking te bespreken, waarbij hij opriep tot de interne markt en economie van alle Caricom-landen te verstreken.

## Handel
Trinidad en Tobago exporteerden in 2017 voor 113 miljoen dollar naar Suriname, voornamelijk vloeibaar aardgas (lng). Suriname exporteerde in hetzelfde jaar voor 37 miljoen dollar naar Trinidad en Tobago, waarvan 77% geraffineerde aardolie was.

## Diplomatieke missies
- Consulaat van Trinidad en Togbago in Paramaribo
- Consulaat van Suriname in Port of Spain
- Apostolische Nuntiatuur voor Suriname in Port of Spain